# 並木道子
並木 道子（なみき みちこ、1979年〈昭和54年〉12月22日 - ）は、日本のテレビドラマ演出家、映画監督である。フジテレビドラマ制作センター副部長。
女性のドラマ演出家の1人として『最高の離婚』（2013年）、『問題のあるレストラン』（2015年）、『いつかこの恋を思い出してきっと泣いてしまう』（2016年）、『突然ですが、明日結婚します』（2017年）などのドラマの演出を手掛け、『Bの戦場』（2019年）で映画監督としてもデビュー。

## 略歴・人物
『東京ラブストーリー』から始まり『ロングバケーション』、『ラブジェネレーション』など、フジテレビにおける月9ドラマ全盛期の大ヒット群像劇ドラマを見て育つ。5歳から高校3年生まで詩吟をたしなみ、小学生時には渋谷ビデオスタジオにてNHKの番組に出演して幼いころよりテレビの制作現場に触れた経験を持つ。
連続ドラマやラブストーリーが好きで、かつて見たような作品を作りたいと2002年にフジテレビに入社。当初演出には興味はなかったものの、7年間のアシスタントディレクター時代を経て演出の道へと進み、2010年10月期の月9ドラマ『流れ星』で本格的に演出デビュー。2011年7月期の木曜劇場『それでも、生きてゆく』などを担当した後、2013年1月期の同『最高の離婚』などを任されるようになる。
2019年に演出を手掛けた『レ・ミゼラブル 終わりなき旅路』は東京ドラマアウォード2019の単発ドラマ部門で優秀賞を受賞し、「心揺さぶる上質のエンターテインメント」との評価を受けた。
「ラブストーリー」というドラマのジャンルがやはり自らの原点であるため、これからもその時代に寄り添うような恋愛ドラマを制作していきたいと話している。
2019年には『Bの戦場』で映画監督としてもデビュー。
2022年1月1日、前年の2021年12月末に俳優、映画監督の森岡龍と結婚したことを夫である森岡のSNSにて発表した。

## 作品

### テレビドラマ
- 輪廻の雨（2009年）
- 流れ星（2010年）
- プロポーズ兄弟〜生まれ順別 男が結婚する方法〜 第2夜（2011年）
- それでも、生きてゆく（2011年）
- 私が恋愛できない理由（2011年）
- 最後から二番目の恋（2012年）
- 未来日記-ANOTHER:WORLD-（2012年）
- 東野圭吾ミステリーズ 「小さな故意の物語」（2012年）
- 最高の離婚（2013年）
  - 最高の離婚Special 2014（2014年）
- 鴨、京都へ行く。-老舗旅館の女将日記-（2013年）
- 若者たち2014（2014年）
- 問題のあるレストラン（2015年）
- いつかこの恋を思い出してきっと泣いてしまう（2016年）
- バスケも恋も、していたい（2016年）
- 突然ですが、明日結婚します（2017年）
- セシルのもくろみ（2017年）
- レ・ミゼラブル 終わりなき旅路（2019年）[注 1][8]
- モトカレマニア（2019年）[2][9]
- イチケイのカラス（2021年）
- ポップUP!ドラマ 昼上がりのオンナたち（2022年）
- イップス（2024年）
- 最寄りのユートピア（2024年）
- 119エマージェンシーコール（2025年）

### 配信ドラマ
- 虹の向こうへ（2012年、BeeTV)
- 金魚妻（2022年、Netflix）[10][11]

### 映画
- Bの戦場（2019年、KATSU-do）